# Argemone turnerae
Argemone turnerae är en vallmoväxtart som beskrevs av Albert Michael Powell. Argemone turnerae ingår i släktet taggvallmor, och familjen vallmoväxter. Inga underarter finns listade i Catalogue of Life.